# 퍼 파크
퍼 파크 스타디움(Fir Park Stadium)은 스코틀랜드 노스래너크셔 머더웰에 위치한 축구 스타디움이다. 이 스타디움은 스코티시 프리미어십 클럽 머더웰의 홈 구장이며 2007–08 SPL 시즌 기간 동안 그레트나의 임시 홈 구장이었다. 1895년에 있던 머더웰의 스타디움 이동 이전까지는 Dalziel Park에서 축구를 했다.